# Ixora laxiflora
Ixora laxiflora är en måreväxtart som beskrevs av James Edward Smith. Ixora laxiflora ingår i släktet Ixora och familjen måreväxter.

## Underarter
Arten delas in i följande underarter:
- I. l. laxiflora
- I. l. linderi